# Catalina Usme
María Catalina Usme Pineda (Marinilla, 25 de dezembro de 1989) é uma futebolista colombiana que atua como atacante.

## Carreira
Catalina Usme fez parte do elenco da Seleção Colombiana de Futebol Feminino, nas Olimpíadas de 2012 e 2016.